# Cavalleria rusticana

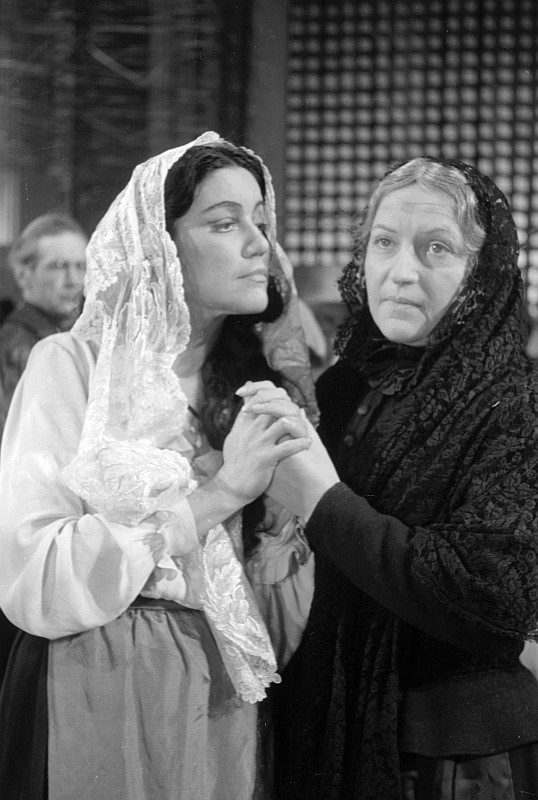
Uitvoering van de opera in Berlijn, 1945

Cavalleria rusticana (Boerse ridderlijkheid) is een opera in één bedrijf van Pietro Mascagni, gebaseerd op het gelijknamige werk van Giovanni Verga. De opera kreeg de eerste prijs in een door de Milanese uitgever Sonzogno geïnitieerde wedstrijd van eenakters. De première vond plaats op 17 mei 1890. De componist verwierf hiermee grote bekendheid. Het werk neemt nog steeds een vaste plaats in in het huidige operarepertoire. Hoewel het een jeugdwerk is, heeft Mascagni zichzelf nooit meer kunnen overtreffen en is het aldus het enige werk waarom de componist wordt herinnerd. De opera behoort tot het verisme.

## Personages
- Santuzza - dramatische sopraan
- Lola - mezzosopraan
- Turiddu - lyrische tenor
- Alfio - bariton
- Mamma Lucia - alt

## Synopsis
De opera speelt zich af in een klein dorp in Sicilië. Wanneer Turridu terugkeert van zijn dienstplicht in het leger, ontdekt hij dat zijn vroegere verloofde, Lola, ondertussen getrouwd is met Alfio. Om zichzelf te troosten is hij vervolgens een verhouding begonnen met Santuzza, maar zijn liefde voor Lola is nooit verdwenen.
De opera begint achter de coulissen, met Turridu die een nachtelijke serenade voor Lola aan het zingen is. Hij was op weg geweest om wijn te kopen maar heeft van Alfio's afwezigheid gebruikgemaakt om de nacht met Lola te delen.
De dag breekt aan en het landelijke leven van de dorpelingen wordt getoond. Het is Paaszondag en terwijl iedereen de kerk binnentreedt, doet Santuzza haar intrede. Ze is op zoek naar Turridu en komt hem zoeken in de taverne van Mamma Lucia, zijn moeder. Ze treft er Alfio aan die duidelijk niets weet van het overspel van zijn vrouw, daar hij net haar trouw aan het bezingen is. Santuzza daarentegen heeft vermoedens. Ze vertelt Mamma Lucia van Turridu's afstandelijkheid jegens haar.
Wanneer Turridu verschijnt, benadert ze hem en smeekt hem om zijn liefde. Tegelijkertijd komt Lola voorbij. Voor ze de kerk wil binnengaan, werpt ze Turridu een verleidelijke blik. Hij keert zich bot af van Santuzza om met Lola te kunnen praten. De wanhopige Santuzza vervloekt hem en neemt wraak door Alfio op de hoogte te brengen van de buitenechtelijke relatie van de twee. Alfio is razend en wil ook op zijn beurt wraak. Santuzza is vertwijfeld en weet niet goed of ze er wel goed aan gedaan heeft om het hem te zeggen.
Wanneer de kerkdienst is geëindigd, komen alle dorpelingen de taverne binnen. Turridu roept een toost uit en is duidelijk in feeststemming daar hij een drinklied aanvangt. Hij biedt ook Alfio een glas aan, maar deze weigert en daagt Turridu uit voor een duel. De trotse Turridu bekent schuld en aanvaardt het duel. Hij vraagt zijn moeder om voor Santuzza te zorgen indien hem iets zou overkomen en zegt vaarwel. Mamma Lucia blijft vertwijfeld achter en Santuzza zakt reddeloos ineen wanneer ze de uitslag van het gevecht te horen krijgt.
De opera eindigt, net zoals het begin, grotendeels achter de coulissen. Het gevecht tussen Alfio en Turridu wordt niet getoond. De uitslag wordt bekendgemaakt door vrouwen die komen aansnellen met de onheilstijding dat Turridu vermoord werd: "Hanno ammazzato compare Turridu" ("Ze hebben vriend Turiddu afgemaakt").